# Plautia de vi publica
La lei Plautia de vi publica va ser una antiga llei romana proposada l'any 78 aC pel tribú de la plebs Publi Plauci, amb el suport del cònsol Quint Lutaci Catul, col·lega de  Marc Emili Lèpid. Absent Lèpid, que s'oposava a la llei, va aconseguir una votació favorable.
La llei castigava severament als que conspiressin contra la república, el senat romà i els magistrats, i aquells que en una sedició ocupessin els llocs estratègics, anessin armats, o a aquell que per les armes expulsés un altre de la seva propietat. Sota aquesta llei van ser jutjats els conspiradors còmplices de Catilina. La llei va estar en vigor fins al temps de Juli Cèsar quan una part d'aquesta llei es va incloure en la Julia de majestatis. Tanmateix la llei prohibia la usucapió de coses posseïdes per la força.